# Реджо Емилия
 Тази статия е за провинцията в Италия.  За града вижте Реджо нел'Емилия.  
Реджо Емилия (на италиански: Provincia di Reggio Emilia) е провинция в Северна Италия, регион Емилия-Романя.
Площта ѝ е 2293 km², а населението – около 487 000 души (2005). Провинцията включва 42 общини, административен център е Реджо нел'Емилия, а останалите градове са Скандиано, Гуастала, Кореджо, Новелара, Кастелново не' Монти и Каноса.

## Административно деление
Провинцията се състои от 42 общини:
- Реджо нел'Емилия
- Албинеа
- Баизо
- Баньоло ин Пиано
- Бибиано
- Борето
- Брешело
- Вентасо
- Вето
- Вецано сул Кростоло
- Виано
- Вила Миноцо
- Гататико
- Гуалтиери
- Гуастала
- Кавриаго
- Каделбоско ди Сопра
- Казалгранде
- Казина
- Кампаньола Емилия
- Кампеджине
- Каноса
- Карпинети
- Кастеларано
- Кастелново ди Сото
- Кастелново не' Монти
- Кореджо
- Куатро Кастела
- Лудзара
- Монтекио Емилия
- Новелара
- Повильо
- Реджоло
- Рио Саличето
- Роло
- Рубиера
- Сан Мартино ин Рио
- Сан Поло д'Енца
- Сант'Иларио д'Енца
- Скандиано
- Тоано
- Фабрико